# Thaden
Thaden ist eine Gemeinde im südwestlichen Kreis Rendsburg-Eckernförde in Schleswig-Holstein. Batz, Jarsdorf, Katzheide, Osterholzteich und Quistenhof liegen im Gemeindegebiet.

## Geografie und Verkehr
Thaden liegt etwa 25 km südöstlich von Heide in einer ländlichen, waldreichen Umgebung auf der mittelholsteinischen Geest. Durch das Gemeindegebiet und den Ort fließt, anfangs noch als kleiner Bach, die Hanerau. Diese nimmt beim gleichnamigen Ort Hanerau den aus der Thadener Feldmark kommenden Postbek auf und bildet durch Aufstauung den Hanerauer Mühlenteich.
Nördlich der Gemeinde verläuft der Nord-Ostsee-Kanal, etwa 11 km südlich die Bundesstraße 430 von Neumünster in Richtung Meldorf und etwa 12 km südwestlich die Bundesautobahn 23 von Hamburg nach Heide. Ebenfalls nördlich von Thaden verläuft die Bahnstrecke Neumünster–Heide mit den Bahnhöfen Hademarschen und Gokels.

## Politik

### Gemeindevertretung
Bei der Kommunalwahl am 14. Mai 2023 wurden insgesamt neun Sitze vergeben. Diese fielen erneut alle an die Kommunale Wählergemeinschaft Thaden. Die Wahlbeteiligung betrug 66,1 %.
Thadens Langzeitbürgermeister (1990 bis 2023) Klaus-Heinrich Bünz trat bei der Kommunalwahl 2023 nicht mehr an und wurde von Dirk Sonnenschmidt abgelöst.

### Wappen
Blasonierung: „In Silber auf einem grünen Hügel, darin ein goldener Zuber (Himpten), drei grüne Buchen.“

## Wirtschaft
Das Gemeindegebiet ist überwiegend landwirtschaftlich strukturiert. Außerdem gibt es mehrere Gewerbebetriebe. Im Frühjahr 2022 wurden vier Windkraftanlagen in Betrieb genommen.

## Dorfleben
Es gibt einen Gymnastikverein, einen Angelverein und einen Naturschutzverein. Zu den jährlich wiederkehrenden Festen gehören das Eisboßeln, das Vogelschießen und der Laternenumzug. Die ehemalige Schule dient heutzutage als Dorfgemeinschaftshaus.

## Die Thadener
Der Erzählung nach fanden die Thadener einst beim Grasmähen ein seltsames Tier, das sie noch nie gesehen hatten. Es war ein Frosch. Als dieser begann, herumzuhüpfen und sich dann gar hinsetzte und aufblähte, fiel den Thadenern vor Schreck die Mütze vom Kopf. In ihrer Angst ließen sie den Bauernvogt holen. Der Bauernvogt näherte sich dem Frosch mit größter Vorsicht und betrachtete ihn lange. Dann sprach er: „Lüüd, hier bün ick würklich in Twievel; wenn dat keen Hartbock (Hirsch) ist, so mutt dat een Töttelduuv (Turteltaube) ween.“
August Kopisch, bekannt durch sein Gedicht über die Kölner Heinzelmännchen, verfasste auf Grundlage der Sage über die Thadener das Spottgedicht Das grüne Thier und der Naturkenner.

## Geschichte
Die zahlreichen Hünengräber im Gemeindegebiet weisen auf eine Besiedlung zumindest seit der Jungsteinzeit hin. Vier Großsteingräber befinden sich in einem Waldstück an der Jarsdorfer Straße. Als erste urkundliche Erwähnung Thadens gelten Eintragungen aus dem Jahre 1576 im Kirchenbuch der Gemeinde Schenefeld, wohin die Thadener Bauern Getreide und andere landwirtschaftlichen Güter liefern mussten. Das Gemeindewappen und ein großer Feldstein mit eingravierter Jahreszahl erinnern daran.
Im Jahre 1841 zählte Thaden 210 Einwohner. Die Schule besuchten damals 59 Kinder. Neben elf Bauernstellen gab es einen Schmied, einen Maurer, einen Zimmermann, einen Tischler, einen Schuster, einen Schneider und fünf Weber. In einer Topographie aus dem Jahre 1856 heißt es:
Thaden, Dorf 2 3/4 M. nordwestlich von Itzehoe, im Gute Hanerau, Ksp. Hademarschen; enthält 11 Bauerstellen (von 1 28/48 bis 2/48 Pfl.), 9 Kathen mit und 3 Kathen ohne Land (10 14/48) Pfl.). Eine nördlich ausgebaute Kathe wird Batz und eine nordöstlich ausgebaute beim Osterholzteich genannt. – Schule (39 K.). – Bz.: 210, worunter 1 Schmied und mehrere andere Handwerker. – Ar.: 469 Ton. à 320 Q.R. (516 Steuert.) nebst uncultivirten 491 Ton., wovon jetzt ein Theil unter Bearbeitung genommen ist. Der Boden ist sandigt, mit Lehm vermischt; ein Theil ist moorigt. Einzelne Ländereien heißen Ohlenheisch, Brammer, Meetz, Ilkhöpen, Bellskamp, Böz, Eckerhän, Aasbrook, Haafkorn, Ohlenhoop, Batzen, Ekholz, Marlow, Möhnkoppel, Taterwischen und Ohlengraben. Eine Privathölzung heißt Osterholz und ein gutsherrschaftlicher Teich Osterholzteich. – Auf der Feldmark sind verschiedene Grabhügel, von denen einer, der früher als Richtplatz gedient haben soll, Köppelsberg heißt. – Im Jahre 1640 war Thaden eine Schäferei.

## Sonstiges
- An der Durchgangsstraße L131 liegt auf Höhe Quistenhof ein Teich, im Thadener Volksmund als „Merkens Diek“ bezeichnet. Der Name geht zurück auf den Heimatdichter David Merkens,[12] geboren 1866 in Hedwigenkoog und zuletzt ansässig auf dem Quistenhof.